# Melanopsis praemorsa
Melanopsis praemorsa is een slakkensoort uit de familie Melanopsidae. De wetenschappelijke naam is gepubliceerd in 1758 door Linnaeus in de tiende editie van Systema naturae.